# Augronne
Augronne – rzeka we Francji, przepływająca przez tereny departamentów Wogezy oraz Górna Saona, o długości 29 km. Stanowi dopływ rzeki Semouse.